# Shell sort
Criado por Donald Shell em 1959, publicado pela Universidade de Cincinnati, Shell sort é o mais eficiente algoritmo de classificação dentre os de complexidade quadrática. É um refinamento do método de inserção direta. O algoritmo difere do método de inserção direta pelo fato de no lugar de considerar o array a ser ordenado como um único segmento, ele considera vários segmentos sendo aplicado o método de inserção direta em cada um deles.  Basicamente o algoritmo passa várias vezes pela lista dividindo o grupo maior em menores. Nos grupos menores é aplicado o método da ordenação por inserção. Implementações do algoritmo. Veja a versão em inglês  desse mesmo link.

Shell sort visualizado em barras

## Código emJava
```
public
 
static
 
void
 
shellSort
(
Integer
[]
 
nums
)
 
{

    
int
 
h
 
=
 
1
;

    
int
 
n
 
=
 
nums
.
length
;

    

    
while
(
h
 
<
 
n
)
 
{

            
h
 
=
 
h
 
*
 
3
 
+
 
1
;

    
}

    

    
h
 
=
 
h
 
/
 
3
;

    
int
 
c
,
 
j
;

    

    
while
 
(
h
 
>
 
0
)
 
{

        
for
 
(
int
 
i
 
=
 
h
;
 
i
 
<
 
n
;
 
i
++
)
 
{

            
c
 
=
 
nums
[
i
]
;

            
j
 
=
 
i
;

            
while
 
(
j
 
>=
 
h
 
&&
 
nums
[
j
 
-
 
h
]
 
>
 
c
)
 
{

                
nums
[
j
]
 
=
 
nums
[
j
 
-
 
h
]
;

                
j
 
=
 
j
 
-
 
h
;

            
}

            
nums
[
j
]
 
=
 
c
;

        
}

        
h
 
=
 
h
 
/
 
2
;

    
}

}

```

## Código emPython
```
def
 
shellSort
(
nums
):

    
h
 
=
 
1

    
n
 
=
 
len
(
nums
)

    
while
 
h
 
>
 
0
:

            
for
 
i
 
in
 
range
(
h
,
 
n
):

                
c
 
=
 
nums
[
i
]

                
j
 
=
 
i

                
while
 
j
 
>=
 
h
 
and
 
c
 
<
 
nums
[
j
 
-
 
h
]:

                    
nums
[
j
]
 
=
 
nums
[
j
 
-
 
h
]

                    
j
 
=
 
j
 
-
 
h

                    
nums
[
j
]
 
=
 
c

            
h
 
=
 
int
(
h
 
/
 
2.2
)

    
return
 
nums

```

## Código emC++11
```
template
 
<
typename
 
T
>

void
 
shell_sort
(
std
::
vector
<
T
>
 
&
v
)
 
{

    
int
 
h
 
=
 
1
;

    
int
 
i
,
 
j
;

    
int
 
rep
 
=
 
0
;

    
while
 
(
h
 
<
 
v
.
size
())
 
{

       
h
 
=
 
h
*
3
+
1
;

    
}

    
while
 
(
h
 
>
 
1
)
 
{

        
h
 
/=
 
3
;

        
for
 
(
i
 
=
 
h
;
 
i
 
<
 
v
.
size
();
 
i
++
)
 
{

            
T
 
aux
 
=
 
v
[
i
];

            
j
 
=
 
i
;

            
while
 
(
j
 
>=
 
h
 
&&
 
aux
 
<
 
v
[
j
-
h
])
 
{

                
v
[
j
]
 
=
 
v
[
j
-
h
];

                
j
 
-=
 
h
;

                
rep
++
;

            
}

            
v
[
j
]
 
=
 
aux
;

        
}

    
}

}

```

## Código emC
```
void
 
shellSort
(
int
 
*
vet
,
 
int
 
size
)
 
{

    
int
 
i
,
 
j
,
 
value
;

 

    
int
 
h
 
=
 
1
;

    
while
(
h
 
<
 
size
)
 
{

        
h
 
=
 
3
*
h
+
1
;

    
}

    
while
 
(
h
 
>
 
0
)
 
{

        
for
(
i
 
=
 
h
;
 
i
 
<
 
size
;
 
i
++
)
 
{

            
value
 
=
 
vet
[
i
];

            
j
 
=
 
i
;

            
while
 
(
j
 
>
 
h
-1
 
&&
 
value
 
<=
 
vet
[
j
 
-
 
h
])
 
{

                
vet
[
j
]
 
=
 
vet
[
j
 
-
 
h
];

                
j
 
=
 
j
 
-
 
h
;

            
}

            
vet
[
j
]
 
=
 
value
;

        
}

        
h
 
=
 
h
/
3
;

    
}

}

```

## Código emPHP
```
function
 
shellSort
(
$arr_sort
){

   
$pet
 
=
 
1
;

   
do
 
{

      
$pet
 
=
 
3
 
*
 
$pet
 
+
 
1
;

   
}
 
while
 
(
$pet
 
<
 
count
(
$arr_sort
));

   
do
 
{

      
$pet
 
/=
 
3
;

      
$pet
 
=
 
intval
(
$pet
);

      
for
 
(
$i
 
=
 
$pet
;
 
$i
 
<
 
count
(
$arr_sort
);
 
$i
++
)
 
{

         
$temp
 
=
 
$arr_sort
[
$i
];

         
$j
 
=
 
$i
 
-
 
$pet
;

         
while
(
$j
 
>=
0
 
&&
 
$temp
 
<
 
$arr_sort
[
$j
])
 
{

            
$arr_sort
[
$j
 
+
 
$pet
]
 
=
 
$arr_sort
[
$j
];

            
$j
 
-=
 
$pet
;

         
}

         
$arr_sort
[
$j
 
+
 
$pet
]
 
=
 
$temp
;

      
}

   
}
 
while
 
(
$pet
 
>
 
1
);

   
return
 
$arr_sort
;

}

```

## Código emRuby
```
def
 
shellSort
(
array
)

  
n
 
=
 
array
.
length

  
h
 
=
 
n
/
2

  
while
 
h
 
>
 
0

    
for
 
i
 
in
 
(
h
...
n
)

      
c
 
=
 
array
[
i
]

      
j
 
=
 
i

      
while
 
j
  
>=
 
h
 
&&
 
c
 
<
 
array
[
j
-
h
]

        
array
[
j
]
 
=
 
array
[
j
-
h
]

        
j
 
=
 
j
-
h

        
array
[
j
]
 
=
 
c

      
end

    
end

    
h
 
=
 
(
h
/
2
.
2
)
.
to_i

  
end

end

```

## Código emSwift
```
func
 
shellSort
<
T
:
Comparable
>(
_
 
input
:[
T
])
 
->
 
[
T
]
 
{

    
var
 
items
       
:
 
[
T
]
 
=
 
input

    
let
 
itemsCount
  
:
 
Int
 
=
 
items
.
count

    
var
 
gapSize
     
:
 
Int
 
=
 
items
.
count

    
let
 
minGapSize
  
:
 
Int
 
=
 
1

    
let
 
half
        
:
 
Int
 
=
 
2

    
var
 
swaped
      
:
 
Bool
 
=
 
true

    

    
while
 
!
swaped
 
||
 
gapSize
 
>
 
minGapSize
 
{

        

        
swaped
  
=
 
false

        
gapSize
 
=
 
(
gapSize
 
+
 
1
)
 
/
 
half

        

        
for
 
(
index
,
 
_
)
 
in
 
items
.
enumerated
()
 
where
 
index
 
<
 
(
itemsCount
 
-
 
gapSize
)
 
{

            
let
 
indexToCompare
 
=
 
index
 
+
 
gapSize

            
if
 
items
[
index
]
 
>
 
items
[
indexToCompare
]
 
{

                
swap
(&
items
[
index
],
 
&
items
[
indexToCompare
])

                
swaped
 
=
 
true

            
}

        
}

    
}

    

    
return
 
items

}

```

## Código emJavaScript
```
public
 
void
 
shellSort
(
int
[]
 
array
)
 
{

     
int
[]
 
gaps
 
=
 
{
 
701
,
 
301
,
 
132
,
 
57
,
 
23
,
 
10
,
 
4
,
 
1
 
};

     
int
 
temp
;

     
int
 
i
,
 
j
;

     
for
 
(
int
 
gap
 
:
 
gaps
)
 
{

          
for
 
(
i
 
=
 
gap
;
 
i
 
<
 
array
.
length
;
 
i
++
)
 
{

               
temp
 
=
 
array
[
 
i
 
]
;

               
for
 
(
j
 
=
 
i
;
 
j
 
>=
 
gap
 
&&
 
array
[
 
j
 
-
 
gap
 
]
 
>
 
temp
;
 
j
 
-=
 
gap
)
 
{

                    
array
[
 
j
 
]
 
=
 
array
[
 
j
 
-
 
gap
 
]
;

               
}

               
array
[
 
j
 
]
 
=
 
temp
;

          
}

     
}

}

```

## Exemplo de execução
Execução:
Dado o vetor de entrada: 12, 43, 1, 6, 56, 23, 52, 9
12, 43, 1, 6, 56, 23, 52, 9
12, 43, 1, 6, 56, 23, 52, 9
1, 43, 12, 6, 56, 23, 52, 9
1, 6, 12, 43, 56, 23, 52, 9
1, 6, 12, 43, 52, 23, 56, 9
1, 6, 12, 9, 52, 23, 56, 43
1, 6, 9, 12, 52, 23, 56, 43
1, 6, 9, 12, 23, 52, 56, 43
1, 6, 9, 12, 23, 52, 43, 56
1, 6, 9, 12, 23, 43, 52, 56
Em negrito estão os números trocados na atual iteração.
Após as seguintes trocas acima, obtemos o vetor ordenado: 1, 6, 9, 12, 23, 43, 52, 56.

## Conclusão
A ordenação Shell utiliza a quebra sucessiva da sequência a ser ordenada e implementa a ordenação por inserção na sequência obtida. Devido a sua complexidade possui excelentes desempenhos em N muito grandes, inclusive sendo melhor que o Merge Sort.